# شون ويليامسون
شون ويليامسون هو منتج أفلام كندي، ولد في 26 أبريل 1965 في فانكوفر في كندا.

## وصلات خارجية
- شون ويليامسون على موقع IMDb (الإنجليزية)
- شون ويليامسون على موقع قاعدة بيانات الفيلم (الإنجليزية)